# John Fryer
John Fryer is een Brits producer en geluidstechnicus die sinds begin jaren tachtig furore maakt als producer van elektronische pop, industrial en alternatieve rock.  Hij is bekend om zijn samenwerkingen met Cocteau Twins, Xmal Deutschland, Nine Inch Nails, Fear Factory, HIM, Depeche Mode, Clan of Xymox, Fad Gadget, Yazoo en Alison Moyet.  
Fryer begon zijn carrière als assistent-geluidstechnicus in Eric Radcliffe’s Blackwing Studio in Southwark en leerde er de knepen van het vak.  In die periode werkte hij samen met Mute, 4AD, Beggars Banquet en Cocteau Twins.  Na 9 jaar besliste hij Blackwing te verlaten om zich als zelfstandig producer te profileren.  Zijn eerste klanten waren Lush en Nine Inch Nails.  Trent Reznor vroeg hem “Pretty Hate Machine” (1989) te producen.
Sinds de jaren ’90 is Fryer actief in de Verenigde Staten en produceerde hij er de bands Stabbing Westward, Raging Speedhorn en Cradle Of Filth.
In 2003 startte hij met een eigen platenlabel, Something To Listen To Records.  

## Discografie

### Soundtracks

#### Mixing
- Se7en (1995)
- Mortal Kombat (1995)
- Faust (2001)
- Resident Evil: Apocalypse (2004)

#### Producer
- Clerks. (1994)
- Johnny Mnemonic (1995)
- Mortal Kombat: More Kombat (1996)

### Albums

#### Producer
- Tocsin (1984) - Xmal Deutschland
- Medusa [Bonus Tracks] (1987) - Clan of Xymox
- Three Times and Waving (1987) - Breathless
- Head Over Heels/Sunburst and Snowblind (1988) - Cocteau Twins
- One of Our Girls (1989) - A.C. Marias
- Love and Rockets [Compilation] (1989) - Love and Rockets
- Magic Seed (1990) - Easy
- Indie Top 20, Vol. 9 (1990) - Various Artists
- Nettwerk Sampler, Vol. 3 (1991) - Various Artists
- Cyber Core Compilation (1994) - Various Artists
- Heartburst (1995) - Breathless
- Metalmorphosis of Die Krupps: 81-92 (1996) - Die Krupps
- Sweet F.A. (1996) - Love and Rockets
- Before X (1997) - Various Artists
- Postpunk Chronicles: Left of the Dial (1999) - Various Artists
- 1980's New Wave (1999) - Various Artists
- Razorblade Romance (2000) - H.I.M. (His Infernal Majesty)
- Rough Trade Shops: 25 Years (2001) - Various Artists
- Modern Sound Files (2001) - Various Artists
- Sorted!: The Best of Love and Rockets (2003) - Love and Rockets
- Cradle Of Fear / Various (2003) - Various Artists
- Head Over Heels (2003) - Cocteau Twins
- Essential Stabbing Westward (2003) - Stabbing Westward
- Stars And Topsoil: A Collection 1982-1990 (Remastered) (2003) - Cocteau Twins
- Feedback to the Future (2003) - Various Artists
- Head Over Heels (Remastered) (2003) - Cocteau Twins
- Love Said No: Greatest Hits 1997-2004 (Bonus Dvd) (2004) - H.I.M. (His Infernal Majesty)
- MTV2 Headbangers Ball, Vol. 2 (2004) - Various Artists
- Louder Than the Crowd (2004) - Various Artists
- Hurry Home Early: The Songs of Warren Zevon (2005) - Various Artists
- Conspiritus (2005) - Ewigkeit
- Cradle of Filth Box Set (2006) - Cradle of Filth
- Lullabies to Violaine (2006) - Cocteau Twins
- Life Less Lived: The Gothic Box / Various (2006) - Various Artists
- Filthy Notes For Frozen Hearts (Bonus Tracks) (2006) - Lacrimas Profundere
- Lullabies To Violaine: Singles & Extended Plays 1 (2006) - Cocteau Twins
- Filthy Notes for Frozen Hearts (2006) - Lacrimas Profundere
- Uneasy Listening 1 (2006) - H.I.M.
- Uneasy Listening, Vol. 1 [Best Buy Exclusive] (2006) - Him
- From Brussels With Love / Various (Rmst) (2007) - Various Artists
- Construction Time Again (W/Dvd) (Rmst) (Dig) (2007) - Depeche Mode
- Cold (2007)- Alucard
- Dark romantism (2009)- Alucard

#### (Re)Mixing
- Pretty Hate Machine (1989) - Nine Inch Nails
- Sharks Patrol These Waters (1995) - Various Artists
- Supersexy Swingin' Sounds (1996) - White Zombie
- Plasticized (1997) - Pink Noise Test
- Single Collection (Box Set) (2002) - H.I.M.
- Lovecraft & Witch Hearts (2002) - Cradle of Filth
- Remixes 81-04 (2004) - Depeche Mode
- Remixes 81-04 (2005) - Depeche Mode
- Deep Shadows and Brilliant Highlights (2002) - H.I.M.
- Best of Fad Gadget (2001) - Fad Gadget
- Complete Sex Gang Children (2000) - Sex Gang Children
- Whirlpool (1991) - Chapterhouse
- Body of Work 1984-1997 [UK] (2006) - Nitzer Ebb
- Ciao! 1989-1996 (2001) - Lush
- Tribute to Metallica [Bonus Tracks] (1993) - Die Krupps
- Singles Box 4 (2004) - Depeche Mode
- Supersexy Swingin' Sounds [Clean] (1996) - White Zombie
- It's Beginning to and Back Again (1989) - Wire
- Postpunk Chronicles: Left of the Dial (1999) - Various Artists
- Broken Frame (2006) - Depeche Mode
- Best of De/Vision (2006) - De/Vision
- Telepathic Last Words (1998) - Course of Empire
- Driving A Million (2001) - Gwenmars
- Dr. Wu 2000 (2000) - Various Artists
- Manipulated (1997) - Gravity Kills
- Raging Speedhorn [UK Bonus Tracks] (2001) - Raging Speedhorn
- Home Is in Your Head [Rykodisc] (1991) - His Name Is Alive
- Blind (1992) - Sex Gang Children
- Blow (1992) - Swallow
- Words Become Worms (1998) - Love in Reverse
- Messiah Meets Progenitor (1998) - Messiah
- Dawnrazor (1987) - Fields of the Nephilim
- Livonia (1990) - His Name Is Alive
- Gravity Kills (1996) - Gravity Kills
- Deep Shadows and Brilliant Highlights [Bonus Tracks] (2001) - H.I.M.
- Take Care (1988) - He Said
- Unison (2007) - Angels & Agony
- Body Of Work 1984-1997 (Bonus cd) (Rmxs) (2006) - Nitzer Ebb
- ...smile's ok (1998) - The Hope Blister
- Dawnrazor [Bonus Track] (1999) - Fields of the Nephilim
- Corrode (2000) - Groundswell UK
- Never Enough: Best Of (Remastered) (2002) - Jesus Jones
- Doubt [2002 Reissue] (2002) - Jesus Jones
- Acoustek (2000) - Instrumental
- Storybook (1992) - The Beautiful
- England Made Me (1991) - Cath Carroll
- Doubt (1991) - Jesus Jones
- First Flower (1993) - Play Dead

#### Engineering
- Best of Depeche Mode, Vol. 1 [cd/DVD] (2006) - Depeche Mode
- Speak & Spell (1981) - Depeche Mode
- Ungod (1993) - Stabbing Westward
- Best Of (2006) - Depeche Mode
- Very Special Christmas (1989) - Various Artists
- It'll End in Tears (1984) - This Mortal Coil
- Best of Yazoo (1999) - Yazoo
- Filigree & Shadow (1986) - This Mortal Coil
- Singles 81>85 (1998) - Depeche Mode
- Singles Box 1 (1991) - Depeche Mode
- Wither Blister Burn & Peel (1996) - Stabbing Westward
- Anakin (1998) - Various Artists
- Glass Bead Game (Eng) (2003) - Breathless
- Children of God/World of Skin (1997) - Swans
- Believe in Nothing (2001) - Paradise Lost
- Pump Up the Volume (Remix) (1987) - M/A/R/R/S
- Ricochet Days (1984) - Modern English
- Blood (1991) - This Mortal Coil
- Hoodoo (1991) - Alison Moyet
- Raindancing (1987) - Alison Moyet
- Words for Our Years (1989) - Hugh Harris
- Chasing Promises (1990) - Breathless
- Mid-Eighties (1993) - Robert Wyatt
- Mzui (2003) - Gilbert/Lewis/Mills
- Broken Frame (2006) - Depeche Mode
- Love Said No: Greatest Hits 1997-2004 (Bonus Dvd) (2004) - H.I.M. (His Infernal Majesty)
- Everything Is Beautiful: 1983-1995 (2001) - The Wolfgang Press
- Singles Box 2 (1991) - Depeche Mode
- Speak & Spell [Rhino US cd/DVD] (2006) - Depeche Mode
- This Is Electroclash / Various (2003) - Various Artists
- Singles Box, Vol. 2 [Import cd][Limited Edition] (1998) - Depeche Mode
- Speak & Spell [Bonus Tracks] (1998) - Depeche Mode
- Fetisch (1983) - Xmal Deutschland
- Whilst Climbing Thieves Vie for Attention (1998) - P'O
- Legendary Wolfgang Press and Other Tall Stories (1985) - The Wolfgang Press
- Fad Gadget Singles - Frank Tovey
- Underarms & Sideways (2005) - The Hope Blister
- Mystery Of Faith (2005) - Jarboe
- Clan of Xymox [Import] (1989) - Clan of Xymox
- Clan of Xymox [Bonus Tracks] (1985) - Clan of Xymox
- Fad Gadget Singles (1985) - Fad Gadget
- Or So It Seems (1983) - Duet Emmo
- This Way to the Shivering Man (1990) - Bruce Gilbert
- Should the World Fail to Fall Apart (1986) - Peter Murphy
- Resurrection (1992) - Play Dead
- Singles 81>85 [Australia] (1998) - Depeche Mode
- Singles Box, Vol. 3 [Import cd][Limited Edition] (1998) - Depeche Mode
- Underarms (1999) - The Hope Blister
- Spring Hill Fair [Expanded] (2002) - The Go-Betweens
- Love & Rockets / Swing Ep (Remastered) (Dlx Ed) (2002) - Love and Rockets
- Yclept (2000) - Dome
- Fall: The Complete Singles (2001) - Sex Gang Children
- Spring Hill Fair (2002) - The Go-Betweens
- Terra Incognita (2004) - Non
- Singles Box 3 (2004) - Depeche Mode
- Best of Depeche Mode, Vol. 1 [cd/DVD] (2006) - Depeche Mode
- Lonely At The Top + Extras (2006) - Hermine
- Spring Hill Fair [Bonus cd] (2006) - The Go-Betweens
- Speak & Spell [Bonus Track] (2006) - Depeche Mode

#### Samplen
- 80's Dance Gold / Various (Rmst) (2006) - Various Artists

#### Orkestraties
- Lonely Is an Eyesore (1987) - Various Artists
- Love and Rockets (1989) - Love and Rockets

#### Programmaties
- Standing Up Straight (1986) - The Wolfgang Press
- Head Down (1990) - Moev

#### Percussie
- Fireside Favorites (1980) - Fad Gadget
- Incontinent (1981) - Fad Gadget

#### Keyboards
- Figure One Cuts (1987) - Minimal Compact
- Messiah Meets Progenitor (1998) - Messiah